# Christine af Bro
Le Christine af Bro est une réplique de Bojort (en), navire utilisé au transport dans les canaux néerlandais du XVIIe au XIXe siècle.
Son port d'attache actuel est  Kristinehamn dans le Comté de Värmland en Suède.

## Histoire
Le Christine af Bro a été construit de 1997 à 2005 à Kristinehamn dans le cadre d'un projet culturel européen. Ce Bojort moderne a été réalisé grâce à un partenariat de nombreuses entreprises, associations et particuliers au sein de l'association  Christine af Bro. 
Il a été construit dans la pure tradition de la construction navale néerlandaise de l'époque. Le lancement du bâtiment a eu lieu le 4 mai 2002 et son voyage inaugural le 18 juin 2005.
En 2008, 12 places ont été aménagées pour recevoir des passagers en nuitée, dans un décor d'époque.
Le Christine af Bro est désormais le bâtiment ambassadeur de la ville de Kristinehamn qui fut la ville principale de transport maritime et fluvial durant près de trois siècles. 
Il propose des croisières à la journée et il peut être affrété pour des événements particuliers.
Le Christine af Bro a participé à Brest 2008 (Fêtes maritimes de Brest) 